# Кеслер, Андреа
Андреа Кеслер (венг. Andrea Keszler; род. 28 июля 1989) — венгерская шорт-трекистка, призёр чемпионата мира по шорт-треку 2017 года; семикратный призёр чемпионата Европы по шорт-треку 2009, 2011, 2012, 2014, 2017 и 2018 года; двукратный призёр разных этапов Кубка мира по шорт-треку сезона 2015/2016 и 2016/2017 года. Участница зимних Олимпийских игр 2010, 2014 и 2018 года.

## Спортивная карьера
Андреа Кеслер родилась в городе Татабанья, медье Комаром-Эстергом, Венгрия. С четырёхлетнего возраста начала кататься на роликовых коньках. Посещала кружок народных танцев на протяжении трёх лет. Начала кататься на коньках с шестилетнего возраста, беря пример со своей сестры. В настоящее время тренируется на базе клуба «Tatabanya DKE». В клубе за её подготовку отвечает Ласло Лугоши (венг. Laszlo Lugosi), а в национальной сборной — китайский специалист Чжан Цзин (англ. Zhang Jing) и венгер Акос Банхиди (венг. Akos Banhidi). Обучалась в Обудском университете, где изучала бизнес-менеджмент и экономику.
Свою первую медаль на соревнованиях международного уровня Кеслер выиграла на чемпионате Европы по шорт-треку 2009 года, что проходил в итальянском городе — Турин. В эстафете среди женщин венгерская команда с результатом 4:22.769 финишировала первой, обогнав соперниц из Германии (4:24.411 (+1.64) — 2-е место) и Нидерландов (4:28.943 (+6.17) — 3-е место).
На зимних Олимпийских играх 2018, которые стали третьими в её карьере, Андреа Кеслер была заявлена для участия в забеге на 500, 1000 м и эстафете. 13 февраля 2018 года во время четвертьфинального квалификационного забега второй группы на 500 м с результатом 43.053 она финишировала третей и прекратила дальнейшею борьбу за медали. В общем зачете Кеслер заняла 10-е место. Такой результат был вызван падением при вхождении в один из поворотов. 22 февраля 2018 года во время четвертьфинального забега четвёртой группы на 1000 м с результатом 1:30.642 она финишировала пятой. В общем зачете Кеслер заняла 17-е место. 20 февраля в ледовом зале «Кёнпхо» во время финала В эстафеты среди женщин венгерские шорт-трекистки с результатом 4:03.603 финишировали вторыми и проиграли борьбу за бронзовые медали соперницам из Нидерландов (4:03.471 (мировой рекорд времени) — 1-е место). В общем зачёте женская команда из Венгрии заняла 4-е место.